# 耿淑明
耿淑明（1918年—2020年8月18日），男，直隶（今河北）蔚县人，中国人民解放军将领。

## 生平
早年参加八路军，后任中共徐水县委书记兼县大队政委。1942年，任晋察冀一分区六团侦察参谋、独立第四旅侦察科长等。中华人民共和国成立后，历任中国人民解放军第63军参谋长、副军长。1966年，担任内蒙古军区参谋长，后升任北京军区副参谋长、山西省军区副司令员、司令员等职。

## 军衔及荣誉
1960年晋升为大校军衔，荣获三级独立自由勋章、三级解放勋章。